# 诺贝尔奖
诺贝爾奖（瑞典語：Nobelpriset），是根据瑞典化学家阿尔弗雷德·诺贝尔遗嘱於1901年開始每年頒發的奖项，最初包括物理、化学、生理学或医学、文学、和平五个奖项，1968年增设经济学奖。诺贝尔奖普遍被认为是其颁奖的六大领域内最有声望的奖项。

## 由来
阿尔弗雷德·诺贝尔（瑞典語：Alfred Nobel，1833年10月22日－1896年12月10日）是一位瑞典化學家、發明家。19世紀末期，歐洲大陸每天有三宗爆炸案，但諾貝爾持續改進炸藥使得炸彈更有破壞力，吸引軍火商的青睞，他的改良矽藻土炸藥取得了众多的科研成果，也成功設立許多工廠生產，大量的軍火被運送到戰場上，靠軍工製造累積了巨大財富。
诺贝尔終生未婚，亦無子嗣。在其逝世前，亲兄弟也早一步去世。由於諾貝爾終生主張和平主義，也因此他對於自己改良的炸藥作為破壞及戰爭的用途始終感到痛心。在即将辞世之际，诺贝尔立下了遗嘱：“请将我的财产变做基金，每年用这个基金的利息作为奖金，奖励那些在前一年为人类做出卓越贡献的人。”根据他的遗嘱，从1901年开始，诺贝尔奖作为国际年度大奖持续颁发，主要奖励在五个领域做出杰出贡献的人士：物理学、化学、生理学或医学、文学、和平。
1968年，瑞典中央銀行为庆祝其建立300周年，与诺贝尔基金会合作增设了“瑞典中央银行纪念阿尔弗雷德·诺贝尔经济科学奖”（英語：The Sveriges Riksbank Prize in Economic Sciences in Memory of Alfred Nobel），通称“诺贝尔经济学奖”，於翌年首次頒發。

## 提名与评选过程
- 9月：寄出邀请函。诺贝尔委员会向够资格提名的人发出邀请提名的信件。
- 2月（次年）：提名截止。
- 2月至3月：初步产生小名单。
- 3月至8月：顾问委员会审查小名单。
- 10月：最终确定并逐一公布六大领域的诺贝尔奖得主。
- 12月：颁奖仪式在瑞典首都斯德哥尔摩舉行，瑞典君主（现为卡尔十六世）通常会负责颁奖，诺贝尔奖得主们获颁奖金支票、金质奖章和证书，并参加宴会。（2020年和2021年的颁奖仪式和宴会因為2019冠狀病毒病疫情搁置）[7]

诺贝尔基金会明文规定，不论是公共场合还是私人场合，提名过程和人选都要严格保密50年，包括提名者人选和被提名者人选。一些人声称自己曾获得“诺贝尔奖的提名”而未获奖，此类言论应予仔细辨别。

## 奖项
| 分类           | 特点 | 得主列表                     |
| -------------- | --- | ---------------------------- |
| 物理學獎       | 瑞典皇家科学院负责颁发，始於1901年，每年12月10日举行颁奖典礼。 表彰「在物理學領域作出最重要發現或發明的人」。                                                                                              | 諾貝爾物理學獎得主列表       |
| 化学獎         | 瑞典皇家科学院负责颁发，始於1901年，每年12月10日举行颁奖典礼。 表彰「在化學領域作出最重要發現或發明的人」。                                                                                                | 諾貝爾化學獎得主列表         |
| 生理学或医学獎 | 瑞典卡罗琳医学院负责颁发，始於1901年，每年12月10日举行颁奖典礼。 表彰「在生理學或醫學領域作出最重要發現或發明的人」。                                                                                      | 諾貝爾生理學或醫學獎得主列表 |
| 文学獎         | 瑞典学院负责颁发，始於1901年，每年12月10日举行颁奖典礼。 表彰「在文學領域創作出具有理想傾向之最佳作品的人」。                                                                                              | 諾貝爾文學獎得主列表         |
| 和平獎         | 挪威议会的诺贝尔委员会负责颁发，始於1901年，每年12月10日举行颁奖典礼。 表彰「為促進民族國家團結友好、取消或裁減軍備以及為和平會議的組織和宣傳盡到最大努力或作出最大貢獻的人」。                            | 諾貝爾和平獎得主列表         |
| 經濟學獎       | 瑞典皇家科学院负责颁发，始於1968年，由瑞典中央銀行出資增設，每年12月10日与其他奖项一同举行颁奖典礼。原稱「瑞典中央银行纪念诺贝尔经济科学奖」，通稱「諾貝爾經濟學獎」。表彰“在经济学领域作出杰出贡献的人”。 | 諾貝爾經濟學獎得主列表       |

## 統計數據
截至2016年，共有911個人或者組織（836男、49女及26個組織）獲得了579個諾貝爾獎（含经济学奖）。截至2012年，得主平均年齡59歲。多次獲獎者共4人，多次獲獎的組織共2名，合計共6位多次獲獎的組織與學者。
性別比例部分，自1901年至2020年，諾貝爾所有獎項累計獲獎女性僅58人，在不含機構的所有934名得獎者當中只占6.2%；女性得獎者比例呈現穩定上升，由2000至2009年的9.2%增至2010至2019年的11.1%。
根據官方數據，2015年獲和平獎的突尼西亞全國對話四方集團被計算為「4個」組織。
表列「比例」僅取至小數點後2位，並採無條件捨去法紀錄之。
| 奖项             | 總計 (截至2016年) | 總計 (截至2016年) | 總計 (截至2016年) |
| ---------------- | ----------------- | ----------------- | ----------------- |
| 奖项             | 總得主數          | 女性得主數 (比例) | 華人得主數 (比例) |
| 物理学           | 204               | 2 (0.98%)         | 6 (2.94%)         |
| 化学             | 175               | 4 (2.28%)         | 2 (1.14%)         |
| 生理學或醫學     | 211               | 12 (5.68%)        | 1 (0.47%)         |
| 文學             | 113               | 14 (12.38%)       | 2 (1.76%)         |
| 和平             | 104+26            | 16 (12.30%)       | 1 (0.76%)         |
| 經濟學           | 78                | 1 (1.28%)         | 0 (0%)            |
| 首五种獎項总计   | 833               | 48 (5.76%)        | 12 (1.44%)        |
| 全部六種獎項總计 | 911               | 49 (5.37%)        | 12 (1.31%)        |

### 世界各国诺贝尔奖人数
根據獲獎時國籍與出生地，截至2016年10月14日，各國各獎項得主人數的世界前5強：
| - 诺贝尔物理学奖 1. 美国 93 2. 英国 26 3. 德国 23 4. 法國 13 ； 俄羅斯 13 5. 日本 11 · |  | - 诺贝尔化学奖 1. 美国 69 2. 德国 27 3. 英国 26 4. 法國 8 5. 日本 7 ； 以色列 7 |  | - 诺贝尔生理学或医学奖 1. 美国 93 2. 英国 29 3. 德国 20 4. 法國 13 5. 瑞典 7 |

| - 诺贝尔文学奖 1. 法國 15 2. 美国 12 3. 英国 10 4. 德国 8 ； 瑞典 8 5. 西班牙 6 ； 義大利 6 |  | - 诺贝尔和平奖 1. 美国 23 2. 英国 13 3. 法國 11 4. 瑞士 8 ； 联合国 8 5. 瑞典 5 |  | - 诺贝尔經濟學獎 1. 美国 45 2. 英国 7 3. 俄羅斯 4 4. 加拿大 3 ； 挪威 3； 法國 3 5. 以色列 2 ； 荷蘭 2 ； 瑞典 2 |

### 世界各大学诺贝尔奖人数
下表展示1901年至2020年世界各高校诺贝尔奖人数分布（只展示前30名）。自1901年起至2020年，诺贝尔奖（包括经济学奖）共颁给过930名个人和25个机构。
| 排名 | 大学                        | 大学 | 诺贝尔奖总人数 | 自然科学奖总人数* | 物理 | 化学  | 生理学或医学 | 经济学 | 文学 | 和平 |
| ---- | --------------------------- | ---- | -------------- | ----------------- | ---- | ----- | ------------ | ------ | ---- | ---- |
| 1    | 哈佛大学                    | 美国 | 161            | 113               | 32   | 38    | 43           | 33     | 7    | 8    |
| 2    | 剑桥大学                    | 英国 | 121            | 98                | 37   | 30    | 31           | 15     | 5    | 3    |
| 3    | 加州大學柏克萊分校          | 美国 | 110            | 82                | 34   | 31    | 17           | 25     | 3    | 1**  |
| 4    | 芝加哥大学                  | 美国 | 100            | 62                | 32   | 19    | 11           | 33     | 3    | 2    |
| 5    | 哥伦比亚大学                | 美国 | 97             | 70                | 33   | 15    | 22           | 15     | 6    | 6    |
| 5    | 麻省理工学院                | 美国 | 97             | 62                | 34   | 16    | 12           | 34     | 0    | 1    |
| 7    | 史丹佛大學                  | 美国 | 86             | 55                | 26   | 13    | 16           | 28     | 3    | 1**  |
| 8    | 加州理工學院                | 美国 | 76             | 70                | 31   | 17    | 22           | 6      | 0    | 1**  |
| 9    | 牛津大学                    | 英国 | 72             | 53                | 15   | 19    | 19           | 9      | 5    | 6**  |
| 10   | 普林斯顿大学                | 美国 | 69             | 42                | 29   | 9     | 4            | 21     | 5    | 1    |
| 11   | 耶鲁大学                    | 美国 | 65             | 34                | 8    | 12    | 14           | 23     | 5    | 3    |
| 12   | 康奈尔大学                  | 美国 | 61             | 50                | 23   | 12    | 15           | 5      | 4    | 2    |
| 13   | 柏林洪堡大學                | 德国 | 57             | 49                | 14   | 23    | 12           | 1      | 4    | 3    |
| 14   | 巴黎大学                    | 法國 | 51             | 35                | 15   | 10*** | 10           | 4      | 6    | 7    |
| 15   | 哥廷根大学                  | 德国 | 45             | 43                | 19   | 16    | 8            | 0      | 1    | 1    |
| 16   | 慕尼黑大学                  | 德国 | 43             | 42                | 14   | 19    | 9            | 0      | 1    | 1**  |
| 17   | 约翰斯·霍普金斯大学         | 美国 | 39             | 30                | 4    | 8     | 18           | 5      | 1    | 3    |
| 17   | 哥本哈根大学                | 丹麦 | 39             | 34                | 19   | 7     | 8            | 3      | 2    | 1**  |
| 19   | 纽约大学                    | 美国 | 38             | 20                | 3    | 5     | 12           | 14     | 2    | 2    |
| 19   | 洛克菲勒大學                | 美国 | 38             | 38                | 1    | 11    | 26           | 0      | 0    | 0    |
| 21   | 宾夕法尼亚大学              | 美国 | 36             | 25                | 4    | 10    | 11           | 11     | 0    | 0    |
| 22   | 伦敦大学学院                | 英国 | 34             | 31                | 5    | 7     | 19           | 2      | 1    | 0    |
| 23   | 苏黎世联邦理工学院          | 瑞士 | 32             | 32                | 11   | 17    | 4            | 0      | 0    | 0    |
| 24   | 伊利诺伊大学厄巴纳-香槟分校 | 美国 | 30             | 27                | 11   | 5     | 11           | 3      | 0    | 0    |
| 24   | 明尼苏达大学                | 美国 | 30             | 15                | 7    | 4     | 4            | 12     | 2    | 1    |
| 26   | 加州大學聖地牙哥分校        | 美国 | 27             | 24                | 5    | 9     | 10           | 3      | 0    | 1**  |
| 26   | 海德堡大学                  | 德国 | 27             | 24                | 11   | 8     | 5            | 0      | 1    | 2    |
| 28   | 密西根大学                  | 美国 | 26             | 18                | 9    | 3     | 6            | 6      | 2    | 0    |
| 28   | 威斯康星大学麦迪逊分校      | 美国 | 26             | 22                | 6    | 7     | 10           | 2      | 1    | 0    |
| 30   | 加州大学洛杉矶分校          | 美国 | 25             | 13                | 2    | 8     | 3            | 9      | 1    | 2    |
| 30   | 曼彻斯特大学                | 英国 | 25             | 22                | 11   | 9     | 2            | 3      | 0    | 0    |
| 30   | 圣路易斯华盛顿大学          | 美国 | 25             | 24                | 1    | 5     | 18           | 1      | 0    | 0    |

*：自然科学奖包括：物理学奖、化学奖、生理学及医学奖。
**：萊納斯·鮑林获得过一次诺贝尔化学奖、一次诺贝尔和平奖。
***：玛丽·居里获得过一次诺贝尔物理学奖、一次诺贝尔化学奖。

## 记录

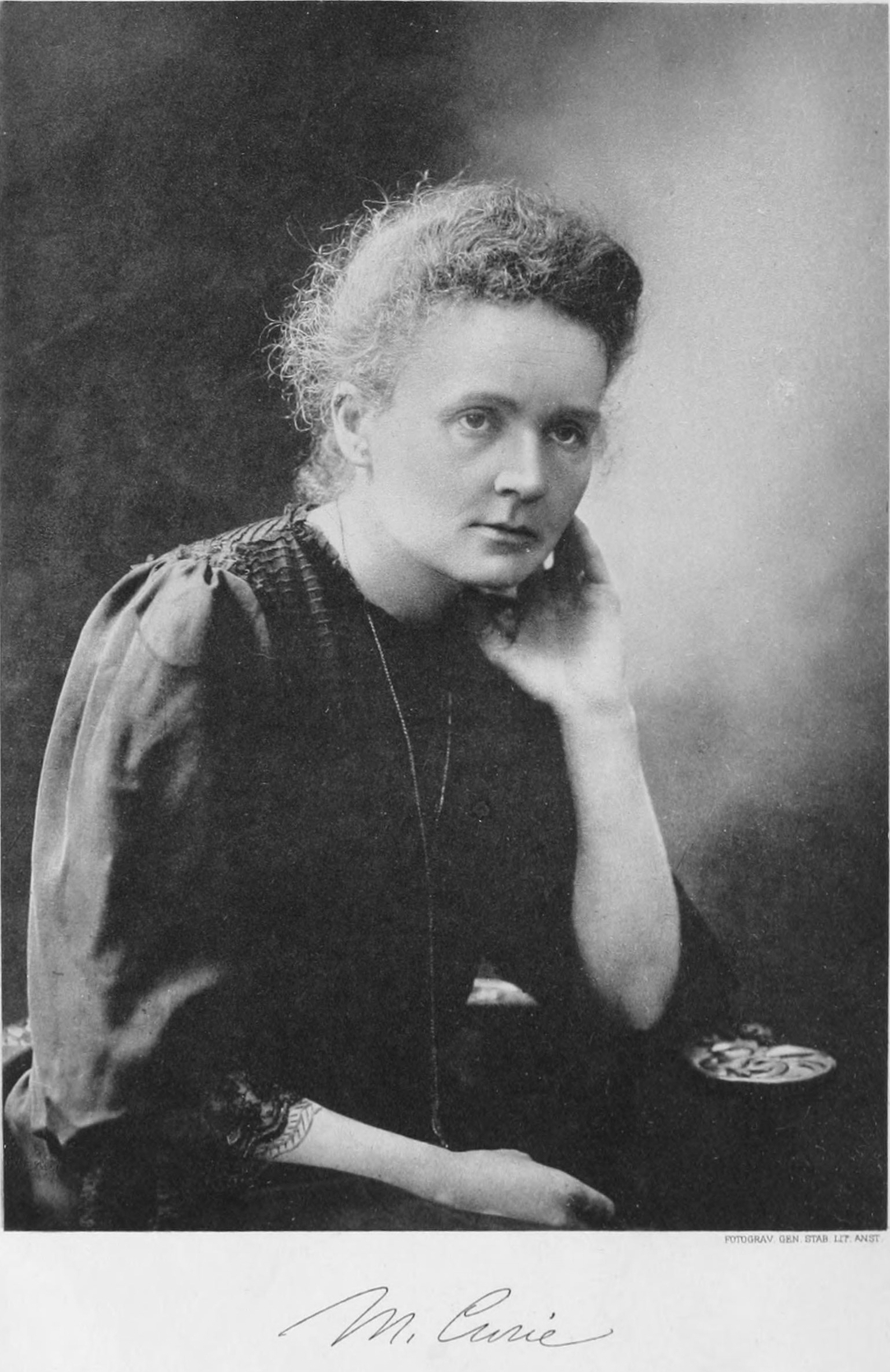
玛丽·居里是第一位獲得两次诺贝尔奖的得主

### 次數
學者：
- 法国籍波兰裔科学家玛丽亚·斯克沃多夫斯卡-居禮，第一位获得诺贝尔奖的女性，第一位两次及分别在不同领域获得诺贝尔奖的人
  - 1903年物理學獎：发现放射性与钋元素（与丈夫皮耶·居禮及另一科學家亨利·贝克勒共获）
  - 1911年化學獎：提炼出镭
- 美国科学家莱纳斯·鲍林，第一位以唯一获得者身份两次在不同领域获得诺贝尔奖的人
  - 1954年化學獎：化学键的研究
  - 1962年和平獎：反对核武在地面测试
- 美国科学家约翰·巴丁
  - 1956年物理學獎：发明晶体管
  - 1972年物理學獎：建立超导BCS理论
- 英国科学家弗雷德里克·桑格
  - 1958年化學獎：测定胰岛素分子的结构
  - 1980年化學獎：核酸DNA序列的确定方法
- 美国科学家卡尔·巴里·沙普利斯
  - 2001年化學獎：对手性催化氧化反应的研究
  - 2022年化學獎：在点击化学和生物正交化学方面的发展做出的贡献

組織：
- 國際組織紅十字國際委員會
  - 1917年和平獎：竭盡全力保護第一次世界大戰各方戰俘的權利，其中還包括讓戰俘與家人建立聯繫的權利。
  - 1944年和平獎：表彰該組織在第二次世界大戰期間的大量人道主義工作。
  - 1963年和平獎：表彰該組織100年來在保障人權上所做的努力。（和紅十字會聯盟共同獲獎）
- 聯合國難民事務高級專員辦事處
  - 1954年和平獎
  - 1981年和平獎

### 家族
居一家
玛丽·居里，1903年物理学奖、1911年化学奖。
丈夫皮埃尔·居里，1903年物理学奖。
大女儿伊雷娜·约里奥-居里，1935年化学奖。
丈夫弗雷德里克·约里奥-居里，1935年化学奖。
小女儿艾芙·居里著有《居里夫人传》，她本人不是科学家也沒有獲得諾貝爾獎，但她的丈夫亨利·拉波易斯作为联合国儿童基金会执行主任领取了1965年和平奖。
唯一获得诺贝尔奖的兄弟是荷兰的简·丁伯根（经济计量学模式之父，于1969年获得瑞典銀行經濟學獎）和他的弟弟尼可拉斯·丁伯根（发现动物个体及群体的行为模式，于1973年获得诺贝尔医学奖）。
父母／子女都獲獎
居里母女：1903年物理學獎與1911年化學獎是瑪麗·居里，1935年化學獎為大女兒伊雷娜·约里奥-居里。
湯姆森父子：1906年物理學獎和1937年物理學獎分別是约瑟夫·湯姆森與英國物理學家、英國皇家學會院士喬治·湯姆森。
布拉格父子：1915年物理學獎是威廉·亨利·布拉格與威廉·勞倫斯·布拉格。
波爾父子：1922年物理學獎和1975年物理學獎分別是尼尔斯·玻尔與奥格·玻尔。
西格巴恩父子：1924年物理學獎和1981年物理學獎分別是曼內·西格巴恩與凱·西格巴恩。
馮·奧伊勒父子：1929年化學獎和1970年生理學或醫學獎分別是漢斯·馮·奧伊勒-切爾平與烏爾夫·馮·奧伊勒。
科恩伯格父子：1959年生理學或醫學獎和2006年化學獎分別是阿瑟·科恩伯格與罗杰·科恩伯格。
伯格斯特龍和佩博父子：1982年生理學或醫學獎和2022年生理学或医学獎分別是蘇恩·伯格斯特龍與斯万特·佩博。
夫妻都獲獎
玛丽·居里與皮埃尔·居里，1903年物理学奖。
伊伦·约里奥-居里與弗雷德里克·约里奥-居里，1935年化学奖。
格蒂·特蕾莎·科里與卡尔·斐迪南·科里，1947年生理學或醫學獎。
贡纳尔·默达尔，1974年經濟學獎，與阿尔瓦·默达尔，1982年和平獎。
迈-布里特·莫泽與爱德华·莫泽，2014年生理學或醫學獎。
阿巴希·巴納吉與艾絲特·杜芙若，2019年經濟學獎。

### 年齡、群體

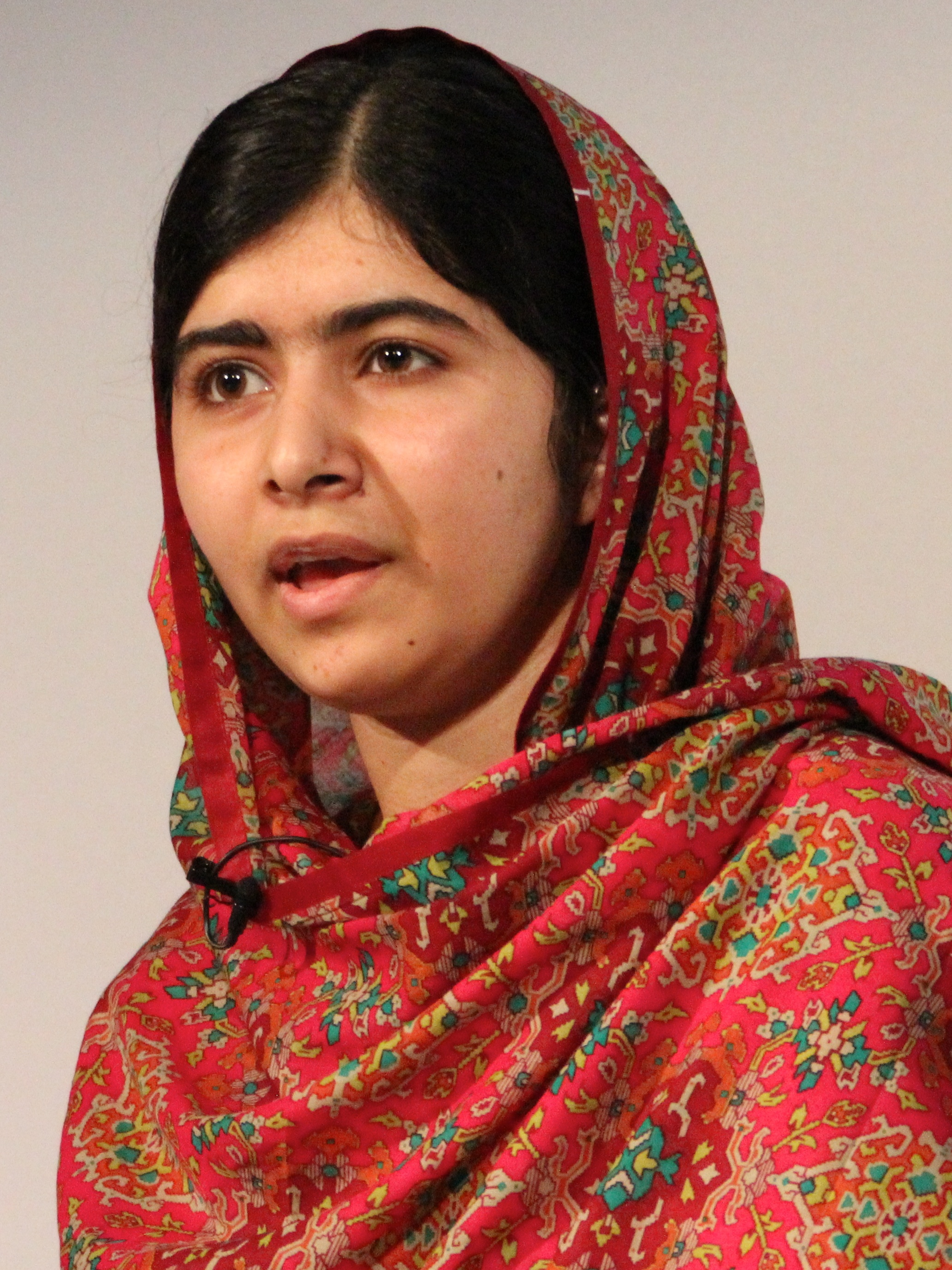
马拉拉·优素福扎伊，获得诺贝尔和平奖时年仅17岁。

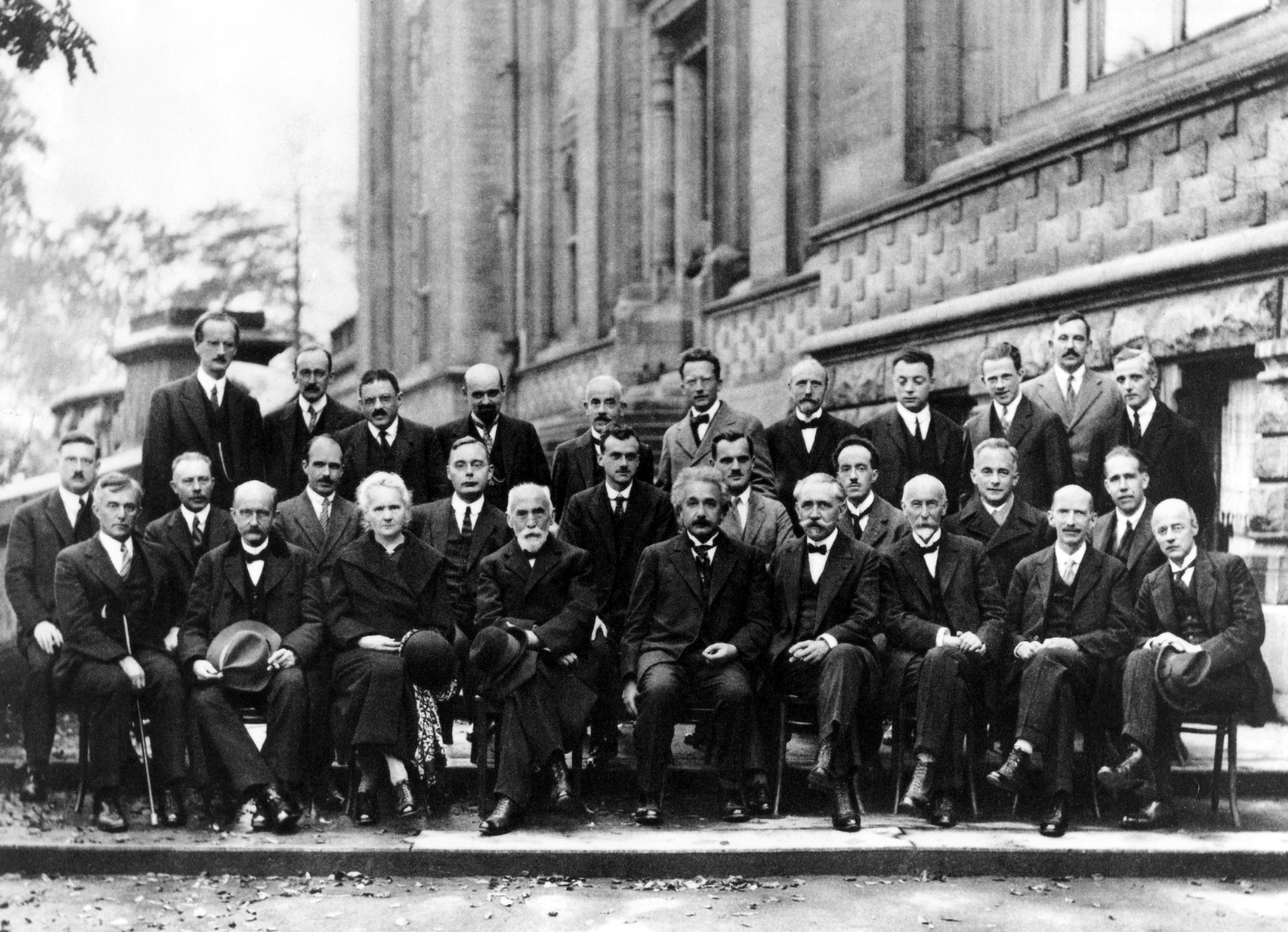
与会者中著名学者有：保罗·埃伦费斯特、薛定谔、泡利、海森堡、德拜、布里渊、康普顿、福勒、W.L.布拉格、爱因斯坦、狄拉克、M.玻恩、尼尔斯·玻尔、德布罗意、瑪麗·居禮、洛伦兹、克努森等。

最年轻、最年长的得主
马拉拉·优素福扎伊为最年轻的诺贝尔奖得主。2014年（与凯拉西·萨塔亚提一同）获得诺贝尔和平奖时年仅17岁。
威廉·劳伦斯·布拉格为诺贝尔奖三项科学奖项中最年轻的得主。1915年（与其父威廉·亨利·布拉格一同）获得诺贝尔物理学奖时年仅25岁。
约翰·B·古迪纳夫获2019年諾貝爾化學獎时已有97岁，为最年長的诺貝尔奖得主。
参会者成为诺贝尔奖得主最多的会议
1927年10月召开的第五次索尔维会议。参加会议的29人中有17人获得或后来获得诺贝尔奖。

### 時間
從事績公開到得獎時間間隔最短的記錄
巴拉克·歐巴馬：從2009年1月20日當選美國總統8個月後就以「在促進國際外交和各國人民合作所作出的非凡努力」的理由獲得當年的和平獎。
約翰內斯·貝德諾爾茨與卡爾·米勒：三項科學獎項中的最短紀錄。因於1986年發現鋇鑭銅氧化物的高溫超導性質而獲得1987年物理學獎。
從事績公開到得獎時間間隔最長的記錄
裴頓·勞斯：因於1911年發現致癌病毒而獲得1966年生理學或醫學獎。
恩斯特·魯斯卡：因於1931年發明電子顯微鏡而獲得1986年物理學獎。

### 獲得諾貝爾獎的奧運會獎牌得主
菲利普·諾埃爾-貝克：1920年夏季奧林匹克運動會1500米賽跑銀牌得主。獲得1959年和平獎。

### 獲得諾貝爾獎的搞笑諾貝爾獎獲得者
安德烈·海姆：2000年獲得搞笑諾貝爾物理學獎，2010年獲得物理學獎。

### 逝世者獲獎
諾貝爾獎原則上僅能授予在世者，但有三次例外。一為1931年諾貝爾文學獎得主埃里克·阿克塞尔·卡尔费尔特，二為1961年諾貝爾和平獎得主達格·哈馬舍爾德，三為2011年諾貝爾生理學或醫學獎得主拉爾夫·斯坦曼。

## 争议
人们对诺贝尔奖的争议点，除了在各獎得主必须是三人以下的限制外，還有不颁给已过世的人，另外还有诺贝尔奖不设立重要的数学奖。
1919年的诺贝尔物理学奖得主约翰尼斯·斯塔克曾为自身利益为希特勒效劳，诺贝尔基金会无权使获奖者改变自己的看法。
诺贝尔奖的规矩：得主必须是三人以下，也产生过争议，该奖项只是表彰在科学领域中有重大突破的个人和小团队的。不过也有例外的是诺贝尔奖中的和平奖，分别在1917年，1944年，1963年颁发给了红十字国际委员会组织，2012年颁发给了歐洲聯盟组织。2013年则颁发给了禁止化学武器组织，2015年又頒發給突尼西亞全國對話四方集團。
关于诺贝尔基金会不设立数学奖，其中有一个流传较广的都市傳說是诺贝尔的妻子与一位名叫雷富勒（Mittag-Leffler）的数学家有外遇，所以诺贝尔本人遺囑中不设置诺贝尔数学奖。不过这个说法显然不实，因为诺贝尔根本没有结婚，較可能的因素為當時代，數學僅為尚未形成一有改變人類生活可能的顯學。
隨著数学及計算機领域的發展，數學界的阿贝尔奖及计算机界的图灵奖被称为該領域的“诺贝尔奖”。
在得獎人選方面，在眾多的爭議獎項中，歷年來文學獎與和平獎所招致的爭議最多。

## 預測
1989年開始，湯森路透美國總部每年發佈「湯森路透引文桂冠獎」以預測未來的諾貝爾獎得主。

## 外部連結
- （英文）诺贝尔电子博物馆（页面存档备份，存于）官方网站、（英文）诺贝尔基金会（页面存档备份，存于）

颁奖机构
- （英文）瑞典皇家科学院（页面存档备份，存于）
- （英文）卡罗琳医学院（页面存档备份，存于）
- （英文）瑞典學院（页面存档备份，存于）

其它
- （英文）CNN诺贝尔奖100年专题（页面存档备份，存于）

### 類似獎項
- 菲爾茲獎
- 阿贝尔奖
- 克拉福德奖
- 沃尔夫奖
- 圖靈獎
- 克劳德·E·香农奖
- IEEE榮譽獎章
- 搞笑诺贝尔奖
- 日本國際獎
- 高松宮殿下紀念世界文化獎
- 京都獎
- 阿斯图里亚斯亲王奖
- 克魯格獎
- 郝爾拜獎
- 邵逸夫獎
- 唐獎
- 突破獎
- 一丹獎